# Serbia y Montenegro en el Festival de la Canción de Eurovisión Junior
Serbia y Montenegro fue uno de los países que debutó en el III Festival de Eurovisión Junior en 2005.
Serbia y Montenegro participó en el Festival de Eurovisión Junior solamente una vez durante su existencia. Fue en 2005 con Filip Vučić que representó al país con "Ljubav Pa Fudbal".
Después de la disolución del país en 2006, Serbia continuó participando en el concurso, debutando al año siguiente, en 2006, mientras que Montenegro debutó como nación independiente en 2014.

## Participaciones
| Año  | Sede    | Artista     | Canción            | Lugar | Pts |
| ---- | ------- | ----------- | ------------------ | ----- | --- |
| 2005 | Hasselt | Filip Vučić | "Ljubav pa fudbal" | 13    | 29  |

## Votaciones
Serbia y Montenegro ha dado más puntos a...
| N.º | País                | Pts |
| --- | ------------------- | --- |
| 1   | España              | 12  |
| 2   | Macedonia del Norte | 10  |
| 3   | Bielorrusia         | 8   |
| 4   | Rumania             | 7   |
| 5   | Croacia             | 6   |
| 6   | Dinamarca           | 5   |
| 7   | Grecia              | 4   |
| 8   | Noruega             | 3   |
| 9   | Letonia             | 2   |
| 10  | Rusia               | 1   |

Serbia y Montenegro ha recibido más puntos de...
| N.º | País                | Pts |
| --- | ------------------- | --- |
| 1   | Macedonia del Norte | 10  |
| 2   | Croacia             | 6   |
| 3   | Chipre              | 1   |

## Portavoces
| Año  | Portavoz        | 12 Puntos |
| ---- | --------------- | --------- |
| 2005 | Jovana Vukcevic | España    |

- Datos: Q918116